# География Квинсленда
Кви́нсленд (англ. Queensland) — штат на северо-востоке материковой части Австралии.

## Границы
Территория Квинсленда занимает площадь 1 730 648 км² (второе место среди штатов страны). На севере штат омывается водами залива Карпентария и Коралловым морем Тихого океана, на востоке — Тихим океаном. На юге Квинсленд граничит с Новым Южным Уэльсом, на западе — с Северной Территорией и Южной Австралией.

## Рельеф
Восточнее Большого Водораздельного хребта, на побережье Кораллового моря лежит узкая прибрежная полоса, где проживает большая часть населения штата и находится столица — Брисбен. Среди гор Квинсленда преобладает Большой Водораздельный хребет. Также на северо-западе штата находится плато Баркли. Самые высокие вершины Квинсленда: горы Бартл-Фрир (высота 1611 метр), Белленден-Кер (высота 1593 метр), Супербус (высота 1375 метров), Барни (высота 1359 метров) и Торнтон (1374 метра).

## Острова

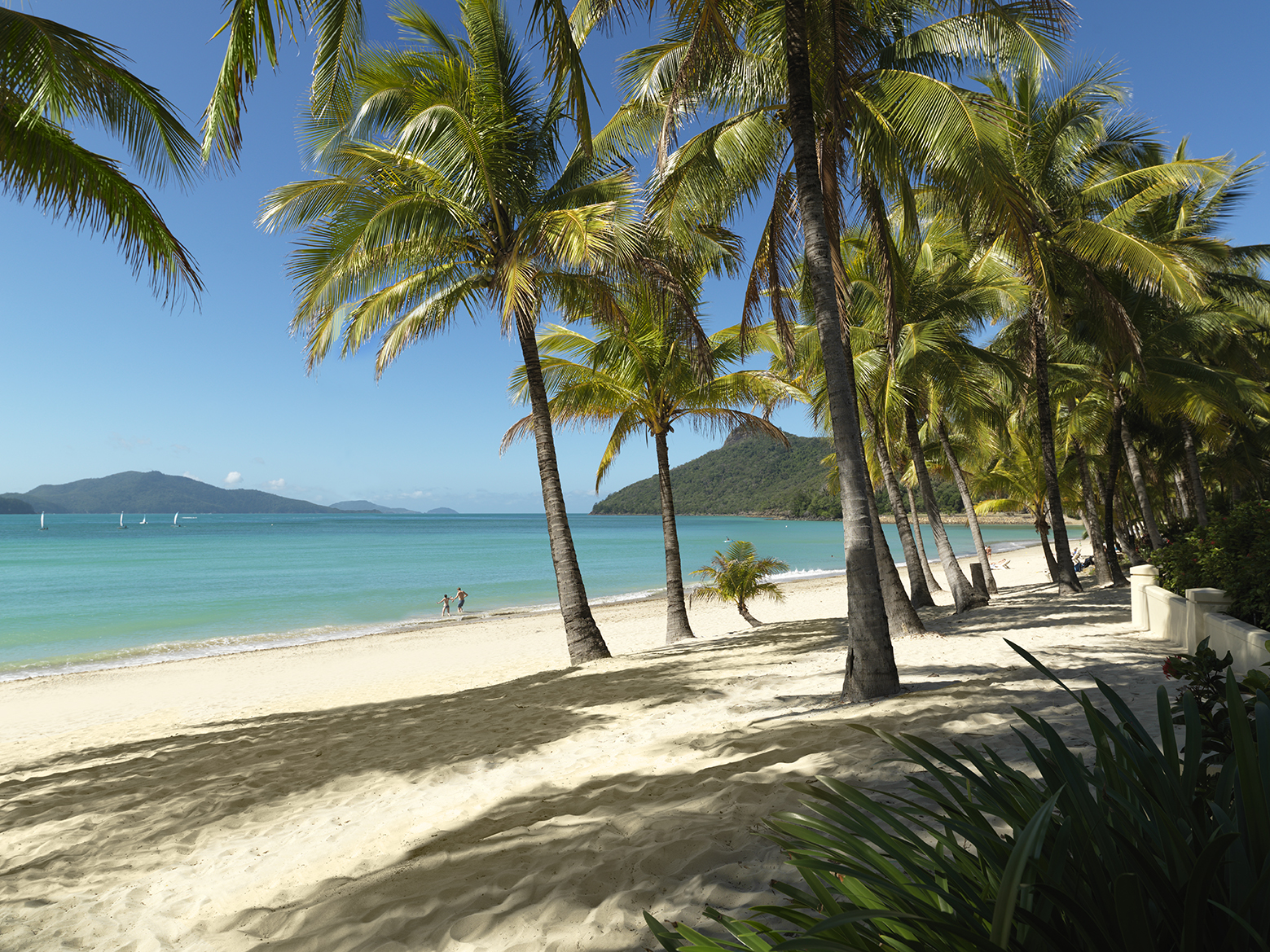
Пляж на острове Гамильтон

У юго-восточного побережья Квинсленда находится самый большой песчаный остров мира — Фрейзер (площадь 1840 км²). На острове имеется более 40 пресных озёр. В 1992 остров Фрейзер включён в список Всемирного наследия ЮНЕСКО как неповторимый памятник природы. Также к Квинсленду относятся острова Грейт-Кеппел, Магнитный остров, Херон и Гамильтон. Эти острова известны своими туристическими курортами. Остров Хинчинбрук полностью находится в национальном парке «Остров Хинчинбрук», самом большом островном национальном парке Австралии.
Острова Брайби, Мортон, Норт-Страдброк и Саут-Страдброк находятся у юго-восточного побережья штата.

## Реки
На территории Квинсленда протекают сотни рек и множество ручьёв. Реки штата относятся к трём водоразделам:
- Бассейн Индийского океана (бассейн реки Муррей и залива Карпентария), например, Флиндерс.
- Бассейн Тихого океана (реки Фицрой, Мэри и др.)
- Бассейн внутреннего стока (реки, бассейна озера Эйр: Томсон[англ.], Барку и др.)[8]

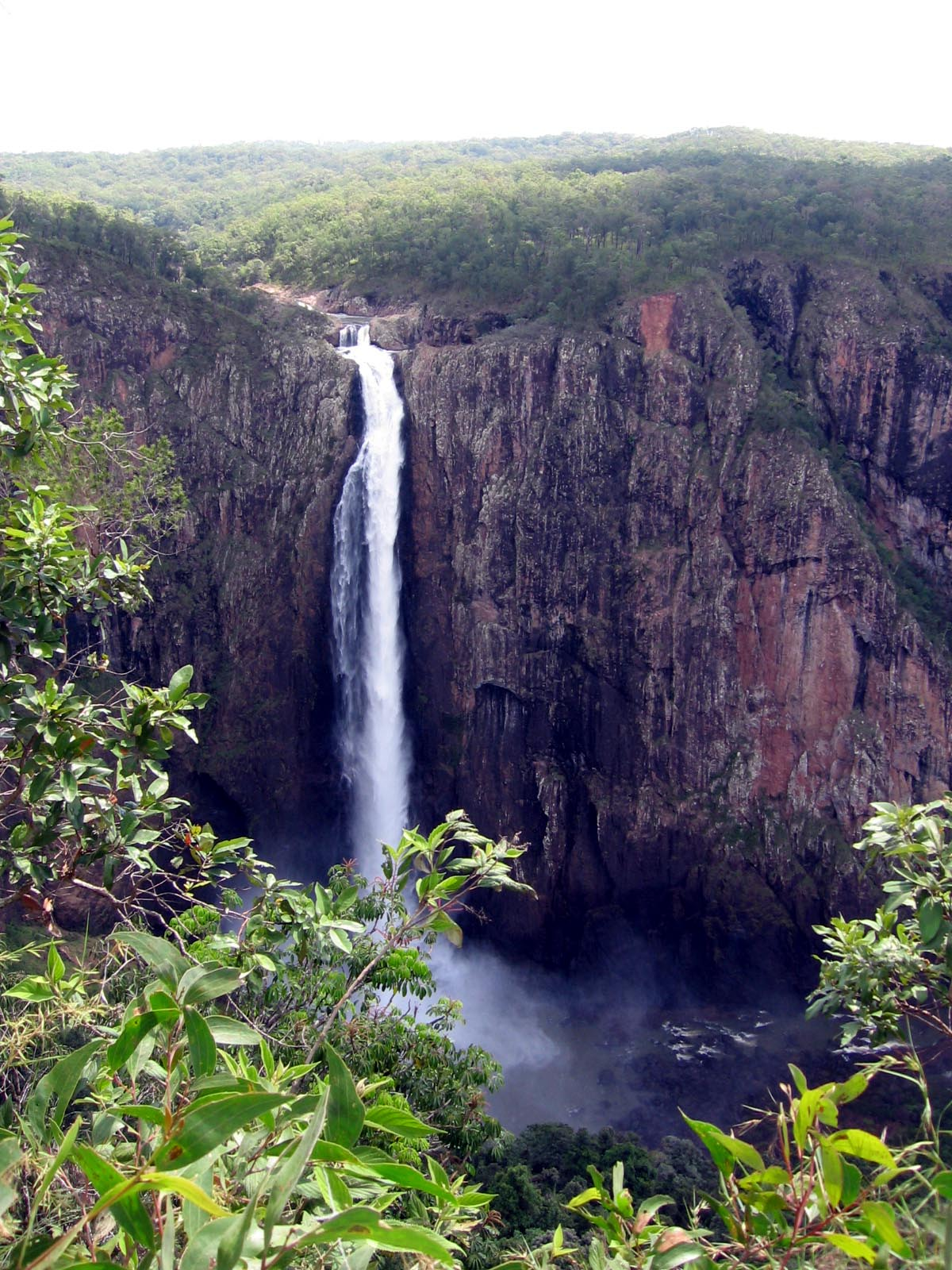
Водопад Уолламен
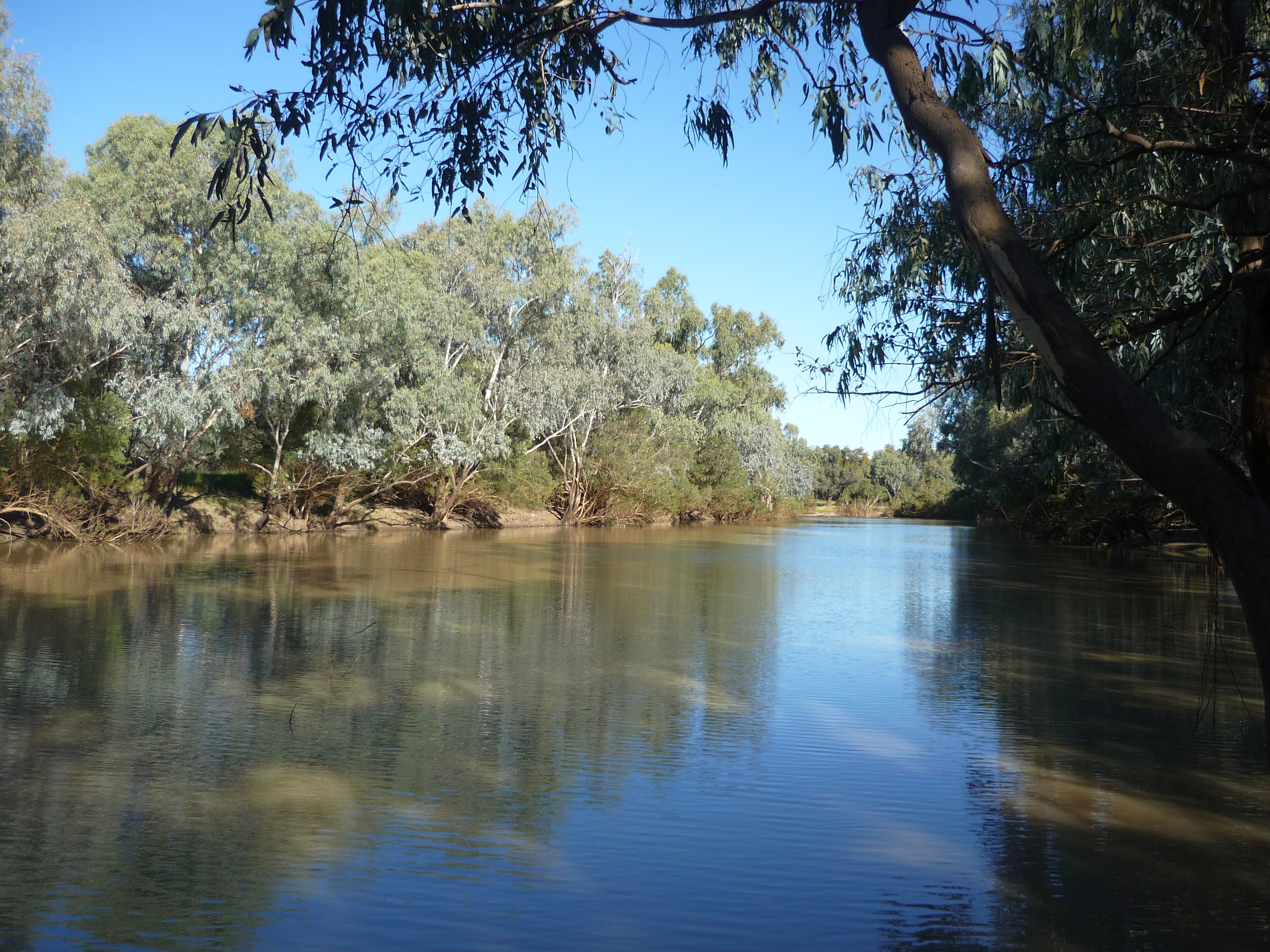
Река Барку
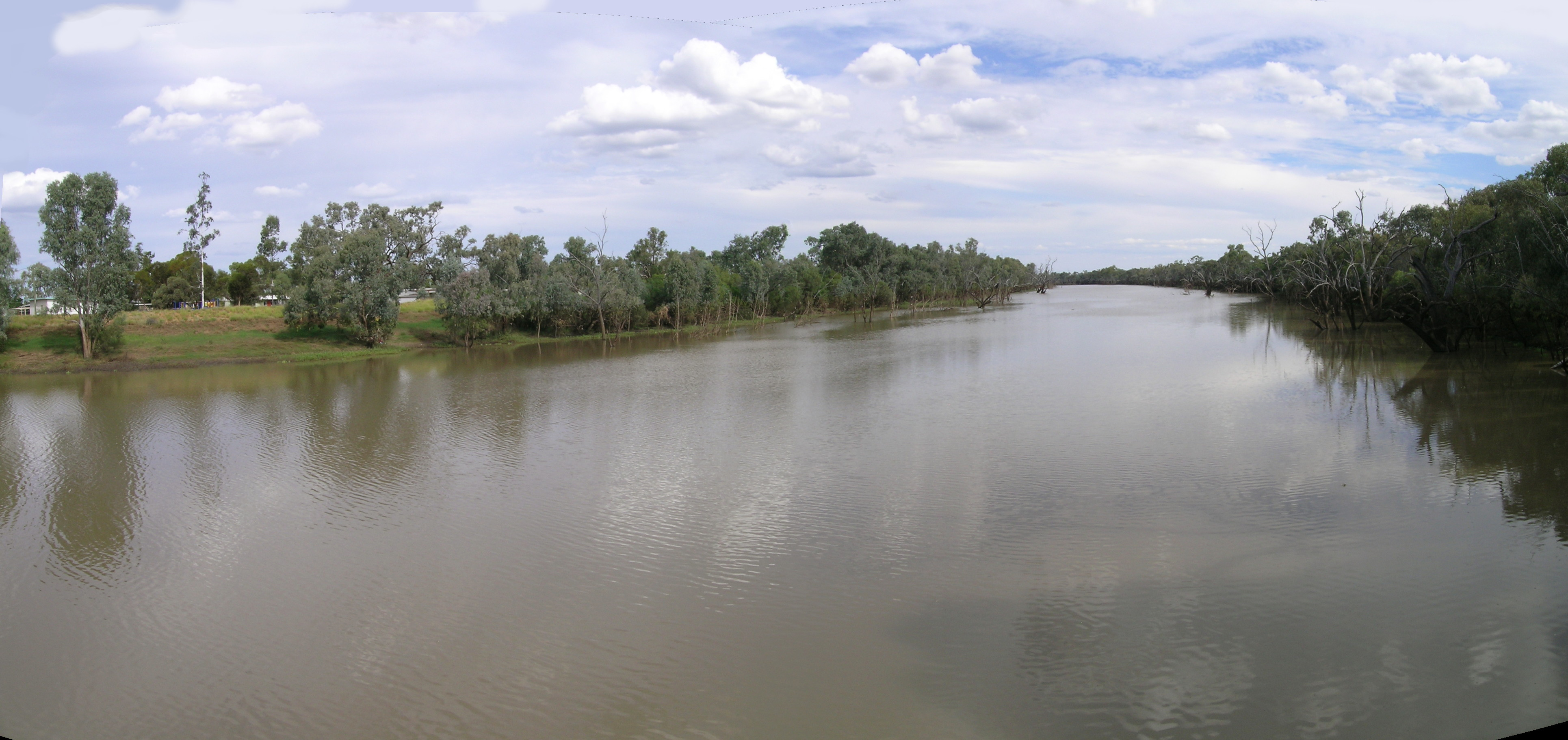
Река Уоррего
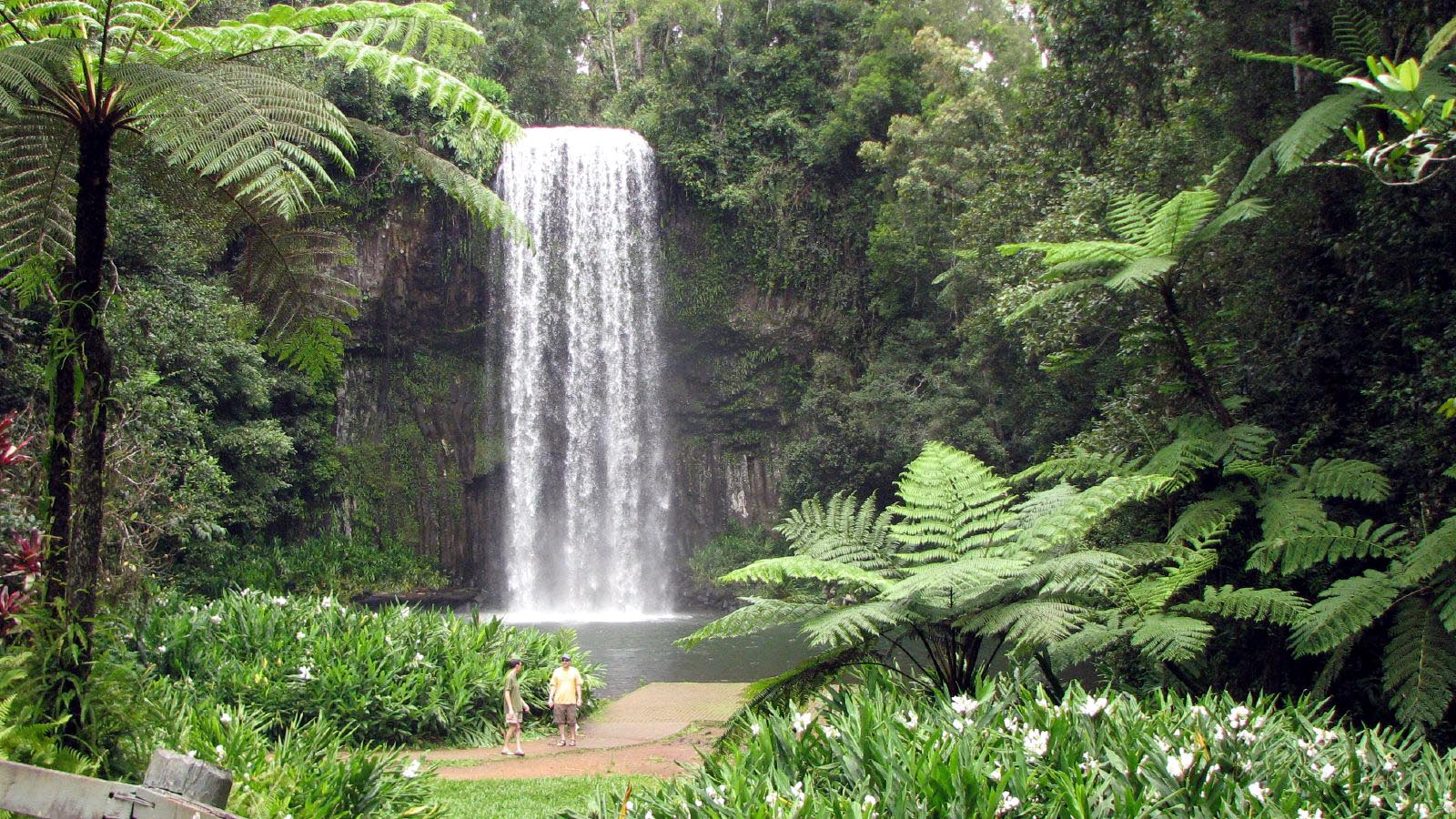
Водопад Милла-Милла

## Климат
Территория Квинсленда очень большая, поэтому климат разных районов отличается. Вдоль восточного побережья лежит область влажного тропического климата. В западных и центральных районах количество осадков намного ниже и лето жарче. Северная часть лежит в субэкваториальном климатическом поясе.
Есть пять климатических зон преобладающих в Квинсленде и различающихся по температуре и влажности:
- жаркое влажное лето (крайний север и побережье)
- тёплое влажное лето (прибрежные возвышенные внутренние районы и прибрежный юго-восток)
- жаркое сухое лето, умеренная зима (центральный запад)
- жаркое сухое лето, холодная зима (южный запад)
- умеренно-тёплое лето, холодная зима (внутренний юго-восток, например Грэнит-Белт)

| Название города           | Минимальная темп. °C | Максимальная темп. °C | Количество ясных дней | Осадки, мм |
| ------------------------- | -------------------- | --------------------- | --------------------- | ---------- |
| Брисбен (юго-восток)      | 14                   | 26                    | 123                   | 1061       |
| Маккай (восток)           | 18                   | 27                    | 113                   | 1667       |
| Кэрнс (северо-восток)     | 20                   | 29                    | 86                    | 2223       |
| Таунсвилл (северо-восток) | 18                   | 29                    | н/д                   | 1144       |